# Kopfnicker Records
Kopfnicker Records war ein Stuttgarter Independent-Label, das am 22. Februar 2000 aus der 0711 Records GmbH als Kopfnicker Records GmbH hervorging.

## Geschichte
Das Label entwickelte sich aus der Stuttgarter Hip-Hop Posse Kolchose. Im Jahr 1996 gründeten aus diesem Umfeld heraus, Jean-Christoph „Schowi“ Ritter (MC bei den Massiven Tönen) und Johannes „Strachi“ Strachwitz die Gruppe 0711Büro. Am 18. November 1999 ließen Strachwitz und Ritter als persönlich haftende Gesellschafter die 0711 Records GmbH im Handelsregister des Amtsgerichts Stuttgart eintragen, am 22. Februar 2000 erfolgte die Umbenennung in Kopfnicker Records GmbH.
Kopfnicker Records entstand aus all den Erfahrungen und den Connections, die die beiden Labelgründer Strachi und Schowi über die Jahre hinweg gesammelt haben.
Geschäftsführer war zu Beginn Kai Kirschhoff, der zuvor bei Columbia/Sony mit Themen wie den Spezializtz und danach in Stuttgart als Alternation Labelchef tätig war. Zudem fungiert DJ Emilio als Talentscout und A&R, getreu dem Gedanken, dass HipHop maßgeblich vom DJing lebt, veröffentlicht das Label konsequent seine Releases zuerst auf Vinyl.
Die Kopfnicker Kollabo feat. Spax, David Pe, Massive Töne, MB 1000 & DJ Mirko Machine Charakters, war gleichsam die erste 12″ Vinyl Veröffentlichung von Kopfnicker Records, sie erschien exklusiv vorab auf dem Juice MasterBlaster Sampler.
Danach folgten mit TimXtremes Weird Shit (Juice 12″ des Monats), Skills en Masses Wie Wir, SHABAZZ the Disciple's Brooklyn Bullshit, Breite Seite Adrenalin, DefKev & Eldin (Deine Quelle) Ansichtssache, Massive Töne feat. Skills en Masse & Vanessa Mason 2 Mille, Daddy Nuttea &  Breite Seite Elles Dansent sowie FlowinImmO Jaman, inklusive auf der B-Seite der Track vom damals Freestyle-Newcomer Karibik Frank Microglycerin die ersten 12″ Vinyls. Am 22. Januar 2001 wurde das bis zur letzten Sekunde prall gefüllte Kopfnicker – Das Album Veröffentlicht, welches auf Platz 23 der deutschen Albumcharts einstieg. Es erschienen noch zwölf weitere Veröffentlichungen, bis am 12. April 2002 0711 Booking, 0711 Promotion und Kopfniker Records GmbH zu 0711 Entertainment GmbH fusionierten, welche bis heute in Gestalt der Kommunikationsagentur 0711 Büro fortbesteht.
Unter 0711 Entertainment GmbH erschienen 2003 zuletzt noch die 12" Vinyl von Karibik Frank aka Franky Kubrick Rücken zur Wand und die LP von Various French Connection.

## Diskografie
Ab 2000 wurden in Kooperation mit Warner Music die ersten Tonträger veröffentlicht.
- KNR 001: Kopfnicker – Characters 12″ (2000)
- KNR 002: TimXtreme – Weird Shit/Schlips treten 12″ (2000)
- KNR 003: Skills en Masse – Wie wir 12″/MCD (2000)
- KNR 004: Shabazz the Disciple – Brooklyn Bullshit 12″ (2000)
- KNR 005: Breite Seite – Adrenalin/Young Gunz 12″ (2000)
- KNR 006: DefKev & Eldin (Deine Quelle) – Ansichtssache 12″ (2000)
- KNR 007: Massive Töne feat. Skillz en Masse & Vanessa Mason – 2 Mille 12″/MCD (2000)
- KNR 008: Daddy Nuttea & Breite Seite – Elles Dansent 12″ (2000)
- KNR 009: FlowinImmO & Franky Kubrick  – Jaman/Mikroglycerin 12″/MCD (2000)
- KNR 010: Kopfnicker Records – Das Album DLP/CD (2001)  „Platz 23 der Deutschen-Album-Charts“
- KNR 011: Double Pact feat Camouflow & Meli – Kidnapping 12″ (2001)
- KNR 012: Frensch Connection; Double Pact & Spax/Tefla & Less´Du 9 – Outsidaz/Grenzen  12″ (2001)
- KNR 013: Kopfnicker Records – Das Album (Instrumental) DLP (2001)
- KNR 014: Def Kev feat. Ju/Karibik Frank & TimXtreme – Das A&O/Klarsicht 12″/MCD  (2001)
- KNR 015: Karibik Frank – Psychisch Frank/Staatsfeind No.1 12″ (2001)
- KNR 016: Meli – Stress en Masse/R. I. F. 12″/MCD (2001)
- KNR 017: Meli – Skills en Masse DLP/CD (2001)
- KNR 018: Karibik Frank – Psychisch Frank EP/CD (2001)
- KNR 019: Double Pact – Kidnapping EP/CD (2001)
- KNR 020: Breite Seite – Wir lieben Rap 12″ (2001)
- KNR 021: Breite Seite – Wo seid Ihr? 12″/MCD (2001)
- KNR 022: Breite Seite – Zwischen Himmel und Hölle DLP/CD (2001)
- KNR 023: Various – French Connection DLP/CD (2003)
- KNR 024: Karibik Frank aka Franky Kubrick – Rücken zur Wand/K.A. 12″ (2003)

## Künstler
- Breite Seite
- Double Pact
- Karibik Frank
- Skills en Masse
- TimXtreme